# Tradate
Tradate (lombardul: Tradaa) település Olaszországban, Varese megyében. Lakosainak száma 18 835 fő (2023. január 1.). Tradate Appiano Gentile, Cairate, Castelnuovo Bozzente, Lonate Ceppino, Venegono Inferiore, Carbonate és Locate Varesino községekkel határos.

## Népesség
A település népességének változása:
| Lakosok száma | 18 762 | 18 861 | 18 835 |
|               | 2017   | 2018   | 2023   |